# Białokurowicze Nowe (przystanek kolejowy)
Białokurowicze Nowe (ukr. Нові Білокоровичі, Nowi Biłokorowyczi) – przystanek kolejowy w miejscowości Białokurowicze i w pobliżu miejscowości Białokurowicze Nowe, w rejonie korosteńskim, w obwodzie żytomierskim, na Ukrainie. Położony jest na linii  Kijów – Korosteń – Sarny – Kowel.